# Lydella squamiflava
Lydella squamiflava là một loài ruồi trong họ Tachinidae.